# Sapranthus campechianus
Sapranthus campechianus là loài thực vật có hoa thuộc họ Na. Loài này được (Kunth) Standl. miêu tả khoa học đầu tiên năm 1922.